# اوریون کورپوریشن

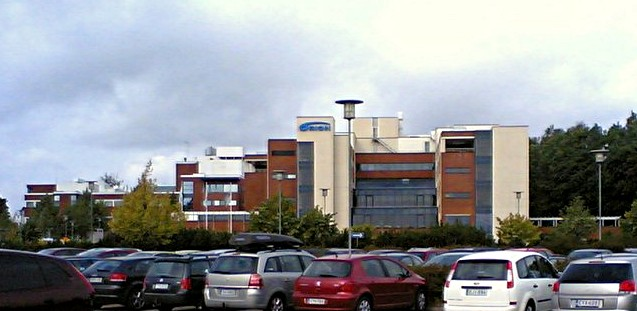
ساختمان مرکزی اوریون کورپوریشن در شهر اسپو

اوریون کورپوریشن (به فنلاندی: Orion Corporation) شرکت داروسازی فنلاندی است، که در سال ۱۹۱۷ تأسیس شد و ساختمان اصلی و کارخانجات آن در شهر اسپو، فنلاند مستقر می‌باشند. 
شرکت اوریون در زمینه توسعه، تولید و بازاریابی انواع داروها و مواد دارویی فعالیت می‌کند. بخشی از سهام این شرکت در بازار بورس اوام‌اکس هلسینکی دادوستد می‌شود.